# Michelangelo Guidi
Michelangelo Guidi (Roma, 19 marzo 1886 – Roma, 15 giugno 1946) è stato un islamista e arabista italiano.

## Biografia
Terzogenito di Ignazio Guidi, noto orientalista e semitista, e di Carolina Guerrieri, ereditò dal padre l'interesse per le culture semitiche, specializzandosi essenzialmente in quella araba.
Frequentò il Nazareno di Roma e si laureò nella Regia Università di Roma nel 1909. L'interesse linguistico s'accompagnò a quello di carattere storico-religioso e da questi suoi precoci interessi nascono i primi scritti: i Contributi all'agiografia etiopica del 1916 e L'Omelia di Teofilo di Alessandria sul monte Coscam del 1917.
Nel 1919 gli fu affidata la cattedra di Lingua araba all'Università in cui aveva condotto i suoi studi, sotto la severa guida paterna e nel triennio 1926-29, invitato dall'Università del Cairo, vi insegnò in arabo Filologia araba e nel 1938, alla morte del maestro e amico Carlo Alfonso Nallino, ne ereditò la cattedra di Storia e istituzioni musulmane nella Regia Università di Roma, reggendo qualche anno dopo l'ufficio di Commissario dell'Istituto Universitario Orientale di Napoli.
Della civiltà musulmana lo interessò soprattutto l'aspetto religioso, inteso sempre non come freddo studio di categorie fenomenologiche, ma come parte integrante ed essenziale dell'essere umano, soggetto agente all'interno della società.

Alla religione islamica Michelangelo Guidi si accostò sempre con rispettosa curiosità e con la sensibilità per le tematiche teologiche e spirituali che caratterizzano l'uomo di scienza credente.

Guidi vide sempre una sorta di unità storico-culturale alla base delle tre grandi religioni monoteistiche, tema ricorrente di molti suoi lavori, fra cui La lotta fra l'Islam ed il Manicheismo (1927), opera di traduzione e analisi di un testo di polemica redatto dall'Imam zaidita al-Qāsim ibn Ibrāhīm, con l'intento di confutare un testo del celebre letterato di origine persiana, ʿAbd Allāh b. al-Muqaffaʿ, sospettato di eresia manichea.

D'altronde Guidi, egli stesso polemista antimanicheo, coltivò un particolare interesse per la polemica teologica, tradizionale caratteristica del “protestante Islam” .
Con particolare sensibilità, Guidi si dedicò allo studio della teologia mutazilita, su cui lavorava da tempo e che non poté completare con la pubblicazione di un volume a causa della prematura morte.
L'analisi di Guidi e il suo studio lo portarono spesso ad elaborare originale teorie, un esempio per tutti, le sue conclusioni sugli Yazidi di Mesopotamia che, in opposizione a quanto sostenuto dalle più diffuse teorie iranizzanti, egli individuò in rapporto di filiazione con i Kharigiti.
I suoi ultimi anni furono quasi interamente dedicati alla stesura della Storia e cultura degli arabi che, nelle intenzioni del suo autore, doveva essere un'opera di insieme, scevra dei tecnicismi e delle cavillosità dei lavori eruditi e che, accessibile anche ai non specialisti, rendesse bene la complessità e l'intrinseca vivacità intellettuale e teologica del mondo arabo.
L'approccio di Michelangelo Guidi allo studio della religione islamica fu contrassegnato dalla spiccata sensibilità per la dimensione spirituale dell'uomo e dal suo credo. Cristiano cattolico, assiduo lettore di San Paolo, Guidi aveva sposato un “moderato conservatorismo”, per dirla con Francesco Gabrieli, tanto sui problemi relativi alle origini del Cristianesimo, quanto su quelli relativi alle origini dell'Islam, in ciò differenziandosi dalle posizioni ipercritiche di orientalisti razionalisti come per esempio Henri Lammens o Leone Caetani.
A parte la sua "Storia della religione islamica", comparsa sulla Storia delle religioni curata dalla UTET di Torino, altri due titoli meritano di essere quantomeno ricordati: I due trattati su Umanesimo e Orientalismo e sulla Gnosi e le sette musulmane sciite. In questi due trattati Guidi raccolse alcune fra le considerazioni probabilmente più qualificanti e peculiari del suo studio, per esempio il valore anzitutto umanistico degli studi orientali in nome delle “aspirazioni d'ordine religioso e mistico” connaturate all'indole umana, o ancora il carattere prettamente arabo del messaggio di Muhammad e le sopravvivenze della gnosi orientale in alcune sette scismatiche come i Bektashi e gli Yazidi.
Nelle parole del suo discepolo, amico e collega Francesco Gabrieli, Michelangelo Guidi appare come un uomo del nostro secolo, “figlio del tormentato e tormentoso Novecento: uomo inquieto e ansioso, dalla ricca problematica, dalla ribollente intima vita, che cercava e solo in parte aveva trovato il suo centro”.